# 稲葉明雄
稲葉 明雄（いなば あきお、1934年2月1日 - 1999年3月17日）は、日本の翻訳家。
旧名、稲葉 由紀。

## 経歴
大阪府出身。早稲田大学仏文科中退。宇野利泰に師事し、翻訳家となる。英語圏のミステリ小説やSF小説の名訳者として名高いが、1969年の覆面座談会事件では一部のSF作家たちから恨みを買った。
親友の小林信彦が小説『唐獅子株式会社』を執筆した際には、作中人物の大阪弁の監修を担当している。
1999年、脳出血のため、東村山市の自宅で死去。65歳没。

## 翻訳

### 稲葉由紀名義
- 『検事燭をかかぐ』（E・S・ガードナー、早川書房） 1960
- 『ろくでなし』（ロバート・ブロック、早川書房） 1961
- 『あでやかな標的』（ベン・ベンスン、創元推理文庫） 1962
- 『女豹 サンセット77』（ロイ・ハギンズ、早川書房） 1962
- 『人間の手がまだ触れない』（ロバート・シェクリイ、早川書房） 1962、のち文庫
- 『犬の好きな男・ビンゴ教授の嗅薬・出入り稼業・待っている / メグレ対怪盗』（チャンドラー / シムノン、東都書房、世界推理小説大系20） 1963
- 『チャンドラー傑作集 第1』（レイモンド・チャンドラー、創元推理文庫） 1963
- 『金庫と老婆』（パトリック・クェンティン、早川書房） 1963
- 『乾杯、女探偵!』（カーター・ブラウン、早川書房） 1963、のち文庫
- 『赤い収穫』（ハメット、東都書房、世界推理小説大系） 1964

#### コーネル・ウールリッチ / ウィリアム・アイリッシュ
- 『ぎろちん』（コーネル・ウールリッチ、早川書房） 1961
- 『暁の死線』（ウィリアム・アイリッシュ、東都書房、世界推理小説大系） 1963、のち創元推理文庫
- 『自殺室』（コーネル・ウールリッチ、早川書房） 1963、のち改題『ホテル探偵ストライカー』（集英社文庫）

### 稲葉明雄名義
- 『コニャックの味』（ブレッド・ハリディ、早川書房） 1964
- 『チャンドラー傑作集』第2 - 第4（レイモンド・チャンドラー、創元推理文庫） 1965 - 1970
- 『蠅』（ランジュラン、早川書房、異色作家短篇集16） 1965、のち文庫
- 『拠点』（A. E. ヴァン・ヴォクト、早川書房） 1965
- 『キャンディ』（テリィ・サザーン,ホッフェンバーグ、早川書房） 1965
- 『発狂した宇宙』（フレドリック・ブラウン、早川書房） 1966、のち文庫
- 『ザ・スパイ』（ジョン・バカン、角川文庫） 1967
- 『黒が最高 怒号するカシアス・クレイ』（ジャック・オールセン、早川書房） 1967
- 『ベルリンの葬送』（レン・デイトン、早川書房） 1967、のち文庫
- 『10億ドルの頭脳』（レン・デイトン、早川書房） 1968、のち文庫
- 『贋作展覧会』（トーマ・ナルスジャック、北村良三共訳、早川書房） 1969
- 『火星人ゴーホーム』（ブラウン、早川書房、世界SF全集16） 1969、のち文庫
- 『優雅な死に場所』（レン・デイトン、早川書房） 1969、のち文庫
- 『怪船マジック・クリスチャン号』（テリイ・サザーン、早川書房、ブラック・ユーモア選集） 1970
- 『ハメット傑作集』1 - 2 （ハメット、創元推理文庫） 1972 - 1976
- 『地球人のお荷物』（ポール・アンダースン&ゴードン・R・ディクスン、伊藤典夫共訳、早川SF文庫） 1972
- 『露出狂』（ヘンリー・サットン、二見書房） 1973
- 『百万年後の世界』（デヴィッド・グリンネル、早川文庫） 1974
- 『愛と憎しみと』（ヘンリー・サットン、二見書房） 1974
- 『飛べ、銀色の空へ』（リチャード・バック、草思社） 1974
- 『鏡よ、鏡』（スタンリイ・エリン、早川書房） 1974、のち文庫
- 『マーロウ最後の事件』（レイモンド・チャンドラー、晶文社） 1975
- 『赤毛のサウスポー』（ポール・R・ロスワイラー、集英社） 1977年、のち文庫
- 『タイム・パトロール』（ポール・アンダースン、深町真理子共訳、早川文庫） 1977
- 『怪盗レトン』（ジョルジュ・シムノン、角川文庫） 1978
- 『ブレイクアウト 刑務所から大リーグへ』（ロン・ルフロア、講談社） 1978
- 『二年目のジンクス 赤毛のサウスポー』（ポール・R・ロスワイラー、集英社） 1979、のち文庫
- 『大西洋を乗っ取れ』（アーネスト・レーマン、集英社） 1980、のち文庫
- 『未完の女 リリアン・ヘルマン自伝』（リリアン・ヘルマン、本間千枝子共訳、平凡社） 1981、のち平凡社ライブラリー
- 『暗殺協定XPD』（レン・デイトン、集英社） 1982、のち改題文庫化『裏切りのXPD』
- 『ハメット』（ジョー・ゴアス、角川文庫） 1985
- 『くたばれスネイクス!』（ポール・アンダースン&ゴードン・R・ディクスン、早川文庫） 1987
- 『サリーはわが恋人』（アイザック・アシモフ、早川文庫） 1988
- 『心の鏡』（ダニエル・キイス、小尾芙佐共訳、早川書房） 1993
- 『コンティネンタル・オプ』（ハメット、集英社文庫） 1997
- 『フィリップ・マーロウ』（チャンドラー、集英社文庫） 1997

#### コーネル・ウールリッチ / ウィリアム・アイリッシュ
- 『私が死んだ夜』（コーネル・ウールリッチ、早川書房） 1965
- 『もう探偵はごめん』（コーネル・ウールリッチ、早川書房） 1971
- 『黒いアリバイ / 抜け穴』（ウールリッチ、講談社、世界推理小説大系9） 1972、のち創元推理文庫
- 『九一三号室の謎 / 幻の女』 （ウールリッチ / アイリッシュ、早川書房、世界ミステリ全集4） 1973
- 『さらばニューヨーク』 （ウィリアム・アイリッシュ、晶文社） 1976
- 『黒衣の花嫁』（コーネル・ウールリッチ、早川文庫） 1983
- 『夜の闇の中へ』（コーネル・ウールリッチ、ハヤカワ The mysterious press） 1988、のちハヤカワ文庫
- 『非常階段』（コーネル・ウールリッチ、白亜書房、コーネル・ウールリッチ傑作短篇集 別巻） 2003

#### ブライアン・フリーマントル
- 『消されかけた男』（フリーマントル、新潮文庫） 1979
- 『明日を望んだ男』（フリーマントル、新潮文庫） 1980
- 『再び消されかけた男』（フリーマントル、新潮文庫） 1981
- 『呼びだされた男』（フリーマントル、新潮文庫） 1982
- 『罠にかけられた男』（フリーマントル、新潮文庫） 1986
- 『亡命者はモスクワをめざす』（フリーマントル、新潮文庫） 1988
- 『暗殺者を愛した女』（フリーマントル、新潮文庫） 1989
- 『狙撃』（フリーマントル、新潮文庫） 1993